# Спиньо-Сатурния
Спиньо-Сатурния (итал. Spigno Saturnia) — коммуна в Италии, располагается в регионе Лацио, подчиняется административному центру Латина.
Население составляет 2662 человека, плотность населения составляет 70 чел./км². Занимает площадь 38 км². Почтовый индекс — 04020. Телефонный код — 0771.
Покровителем коммуны почитается Иоанн Креститель, празднование 24 июня.